# جيمي كاسيدي
جيمي كاسيدي (بالإنجليزية: Jamie Cassidy)‏ (21 نوفمبر 1977 بليفربول في المملكة المتحدة - ) هو لاعب كرة قدم بريطاني في مركز الوسط. لعب مع كامبريدج يونايتد ونادي ليفربول ونادي بارسكو ونورثويتش فيكتوريا ونادي كامبريدج ستي.

## وصلات خارجية
- جيمي كاسيدي على موقع قاعدة بيانات كرة القدم.إي يو (الإنجليزية)
- جيمي كاسيدي على موقع Soccerbase.com (لاعب) (الإنجليزية)